# Hans von Waltheim
Hans von Waltheim, auch Hans von Waltheym, (* 1422 in Halle; † 21. April 1479 in Leipzig) war ein deutscher Patrizier aus Halle, Reisender und Pilger des 15. Jahrhunderts.

## Leben
Waltheym entstammte einem oberfränkischen Geschlecht. Sein Vater war der Pfänner Fabian von Waltheym. Es wird angenommen, dass er 1434 mit seinem Vater die Stadt Basel während des Konzils besuchte. Bereits 1440 war er selbst Bürger von Halle und bekleidete ab 1450 öffentliche Ämter in der Stadt. Die Pfänner waren zu dieser Zeit noch das beherrschende Element im Patriziat der Stadt Halle. In den Jahren 1459, 1462, 1465 und 1468 war er Bürgermeister von Halle.
Nach seiner Pilgerreise im Jahre 1474/1475 war Waltheym einer der Führer der Pfänner in ihrem Kampf um den Erhalt der Alleinherrschaft in der Stadt. Der Magdeburger Erzbischof hatte sich mit den Zünften der Stadt gegen die Pfänner verbündet. Waltheym musste nach Leipzig fliehen und verlor – wie alle Pfänner – 1479 ein Viertel seiner Salzgüter und ein Fünftel von seinem übrigen Vermögen.

### Die Reise vom 17. Februar 1474 und 19. März 1475
Eine erste Reise führte ihn von Halle nach St. Wolfgang und zurück nach Nürnberg. In Nürnberg begann er dann seine Pilgerreise nach Saint-Maximin-la-Sainte-Baume, einer bekannten Wallfahrtsstätte zur Verehrung der Maria Magdalena in der Provence. 
Seine Reise begann am 17. Februar 1474 von Halle über Erfurt, Gräfenthal, Coburg, Bamberg, Nürnberg, Röthenbach, Berching, Beilngries, Schloss Hirschberg, Neustadt an der Donau, Landshut, Neumarkt, Burghausen, Straßwalchen, Mondsee, Wolfgangsee nach St. Wolfgang im Salzkammergut und zurück nach Nürnberg über Mondsee und Ingolstadt.
Von Nürnberg aus begann er seine Reise nach Saint-Maximin-la-Sainte-Baume. Diese Reise führte über Schwabach, Gunzenhausen, Öttingen, Nördlingen, Ballmertshofen, Giengen, Langenau, Ulm, Biberach, Ravensburg, Friedrichshafen, Meersburg, Konstanz, Insel Reichenau, Frauenfeld, Winterthur, Bülach, Baden i. Aargau, Aarau, Langenthal, Burgdorf, Schloss Thorberg, Bern, Freiburg im Üechtland, Romont, Lausanne, Rolle, Nyon, Genf, Sallenove, Rumilly, Aix-les-Bains, Chambéry, Les Echelles, Moirans, L’Albenc, Saint-Marcellin, Saint-Antoine-en-Viennois, Romans, Valence, Livron-sur-Drôme, Loriol-sur-Drôme, Montélimar, Châteauneuf-du-Rhône, Pierrelatte, La Palud, Mondragon, Orange, Châteauneuf-du-Pape, Port de Traille, Avignon, Noves, Orgon, Lambesc, Aix-en-Provence, Pourcieux nach Saint-Maximin-la-Sainte-Baume.
Die Rückreise führt ihn über das Massif de la Sainte-Baume, Aubagne, Marseille, Arles, Les Saintes-Maries-de-la-Mer, Arles, Tarascon, Avignon, Apt, Avignon, Orange, Genf, Saint-Laudon, Genf, Saint-Maurice, Thonon-les-Bains, Ripaille, Saint-Maurice, Villeneuve, Vevey, Oron, Romont, Freiburg im Üechtland, Bern, Thun, Bern, Thorberg, Solothurn, Langental, Sursee, Luzern, Kerns, Luzern, Arth, Einsiedeln, Zürich, Baden, Königsfelden, Baden, Rheinfelden, Basel, Burg Rötteln, Breisach am Rhein, Freiburg im Breisgau, Lenzkirch, Bonndorf, Schaffhausen, Konstanz, Insel Reichenau, Ravensburg, Nürnberg, Coburg, (Bad) Gräfenthal, Ranis, Erfurt, Petersberg, Fahner, Gräfentonna, Langensalza, Seebach, Göttingen, Northeim, Katlenburg, Pöhlde, Scharzfeld, Nordhausen, Sangerhausen und Passendorf nach Halle.
Waltheym erwarb auf seiner Reise zahlreiche Partikel des Heiligen Kreuzes, wobei er vermutlich im Auftrag des Herzogs Wilhelm III. von Thüringen tätig war.
Auf seiner Reise lernte er in der Schweiz auch Niklaus von Flüe kennen.

## Werke
- Friedrich Emil Welti (Hrsg.): Die Pilgerfahrt des Hans von Waltheym im Jahre 1474, Bern 1925 (PDF; 13,17 MB).
- Albert Werminghoff: Das oberbadische Land im Pilgerbuche des Hans von Waltheim aus dem Jahre 1474/75. In: Zeitschrift für die Geschichte des Oberrheins, Bd. 76 / NF 37, 1922, S. 71–82 (online).